# Жан-Жак Марсељ
Жан-Жак Марсељ (фр. Jean-Jacques Marcel; Брињол, 13. јун 1931 — Марсељ, 3. октобар 2014) био је француски интернационални фудбалер који је играо на позицији везног играча. Био је саставни део француских репрезентација педесетих година.
Између маја 1953. и октобра 1961. Жан-Жак Марсељ појавио се на 44 међународне утакмице за фудбалску репрезентацију Француске. Постигао је три гола, а на четири утакмице је био и капитен. Његово место у националном тиму било је неспорно свих година; тако да је играо на ФИФА-ином светском првенству 1954. и 1958. године. Треће место са Француском у Шведској био је уједно и највећи успех у каријери. Играо је и на првом европском првенству (1960. у Француској).
Његов бивши фудбалски клуб је 3. октобра 2014. објавио да је Марсел умро у 83. години живота.